# Dion Fortune

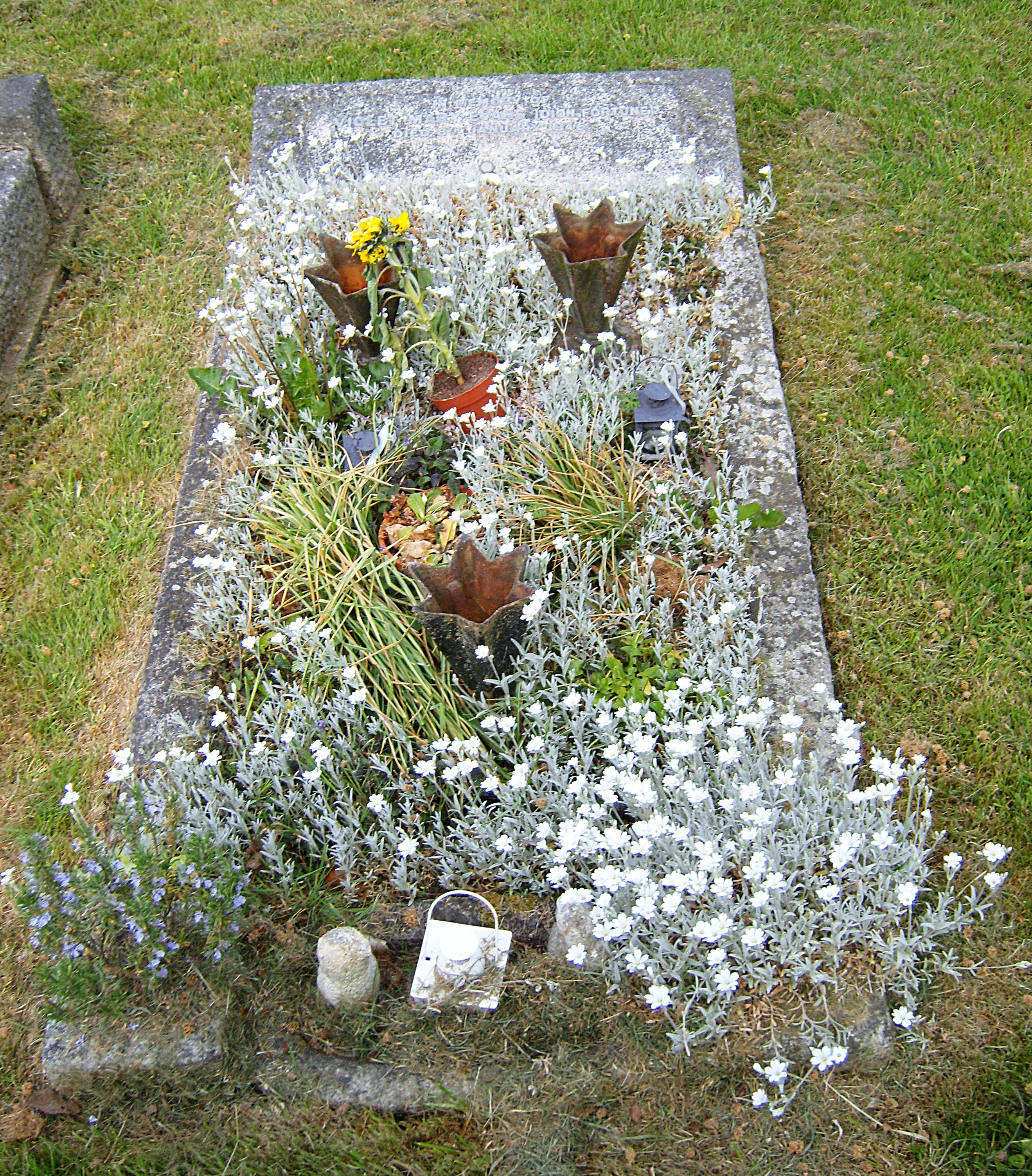
Tumba de Dion Fortune, em Glastonbury

Dion Fortune, pseudônimo de Violet Mary Firth Evans (Llanduno, 6 de Dezembro de 1890  – Middlesex, 8 de Janeiro de 1946), foi uma psicóloga e ocultista Galesa.

## Biografia
Violet nasceu em Llandudno, no País de Gales, e cresceu no seio de uma família de classe média alta, onde se praticava, rigorosamente, a Ciência Cristã. Por volta de 1910, após sofrer uma crise nervosa, essa crise viria a ser por ela explicada como resultado de uma "agressão mágica", que teria rompido sua Aura e abalado sua saúde, interessou-se pelo ocultismo.
Em 1919, ela foi iniciada no Templo "Alpha e Ômega", da Ordem Hermética da Aurora Dourada (Golden Dawn), onde adotou o nome-mágico de "Dion Fortune", inspirado no lema de sua família: "Deo, non fortuna "(Deus, não o destino) . Ao mesmo tempo, estudou Psicologia e Psicanálise na Universidade de Londres, onde se formou, passando a trabalhar como psicoterapeuta na Clínica Médico-Psicológica de Brunswick Square .
Escreveu uma série de romances e contos  que exploram vários aspectos da magia e do misticismo, incluindo The Secrets of Dr. Taverner, uma coletânea de contos baseados em suas experiências com o magista maçon irlandês, Theodore Moriarty, que foi seu mestre . Entre suas obras de não ficção sobre temas mágicos, as mais lembradas são: A Doutrina Cósmica, escrita com o objetivo de compilar seus ensinamentos básicos sobre o misticismo; Cabala Mística, considerada sua obra-prima; e Autodefesa Psíquica, que ensina como se proteger de ataques mágicos.
Em 1922, deixou a loja "Alpha e Ômega" e, junto com o marido, Penry Evans, fundou a "Fraternidade da Luz Interior", mais tarde renomeada como "Sociedade da Luz Interior", à qual se dedicou pelo resto de sua vida.
Dion Fortune alegou ter participado do "Magical Battle of Britain", que seria uma tentativa de ocultistas britânicos para ajudar, magicamente, o esforço de guerra, visando impedir a iminente invasão alemã, durante os dias mais sombrios da Segunda Guerra Mundial. Seus esforços nesse sentido estão registrados em uma série de cartas, escritas na época . 
No final de 1945, Dion Fortune adoeceu e não pôde comparecer ao encontro de solstício de inverno de sua Fraternidade. Faleceu de leucemia no início de 1946, aos 55 anos, no Hospital de Middlesex. Foi sepultada em Glastonbury, no condado de Somerset, tendo deixado a maior parte de seus bens à Sociedade que fundou. Entre os membros da Fraternidade, havia o temor de que a organização se transformasse em um culto à sua personalidade, o que motivou o desinteresse da parte de alguns membros por sua biografia após sua morte. Relatos indicam que seu sucessor destruiu grande parte de seus registros pessoais. Apesar disso, algumas de suas obras foram publicadas postumamente, como The Cosmic Doctrine (1949) e Moon Magic (1956).

## Obras
- Aspectos do Ocultismo
- Através dos Portais da Morte
- Autodefesa Psíquica
- A Cabala Mística
- A Doutrina Cósmica
- A Filosofia Oculta do Amor e do Matrimônio
- Glastonbury
- Magia Aplicada
- Magia Ritual
- Ocultismo Prático na Vida Diária
- As Ordens Esotéricas e Seu Trabalho
- Paixão Diabólica
- Preparação e Trabalho do Iniciado
- Sacerdotisa da Lua
- Sacerdotisa do Mar
- Os Segredos do Dr. Taverner
- O Deus com Pés de Bode